# John Shuster
John Shuster (Chisholm, 3 novembre 1982) è un giocatore di curling statunitense.

## Biografia
Partecipò all'età di 23 anni ai XX Giochi olimpici invernali edizione disputata a Torino nel febbraio del 2006, riuscendo ad ottenere la medaglia di bronzo nella squadra statunitense con i connazionali Shawn Rojeski, Joe Polo, Pete Fenson e Scott Baird. Dodici anni dopo, a Pyeongchang 2018, ha ottenuto la medaglia d'oro, sconfiggendo in finale la Svezia per 10-7. Al Madison Cash Spiel 2012 ha ottenuto la medaglia d'argento.
Ai Giochi olimpici invernali di Pechino 2022 ha sfilato come alfiere della sua nazionale durante la cerimonia d'apertura, assieme alla pattinatrice Brittany Bowe.

## Palmarès

### Giochi Olimpici
- 2 medaglie:
  - curling maschile a Torino 2006: 
  - curling maschile a Pyeongchang 2018: